# 阿塔瑟西

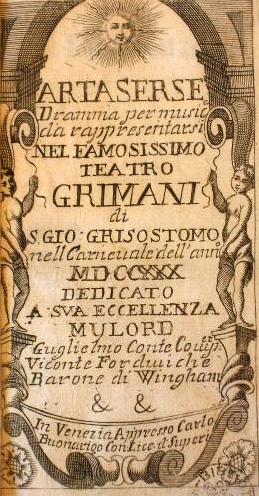
《阿塔瑟西》唱词原件的封面

《阿塔瑟西》（Artaserse），是一部意大利歌剧，剧本由剧作家皮特罗·梅塔斯塔西奥创作。 剧名来自波斯国王阿尔塔薛西斯一世在意大利语里的音译。
剧本最初是为莱奥纳多·芬奇所写。芬奇的版本1730年在罗马上演。之后这部歌剧由众多作曲家版本，包括约翰·阿道夫·哈塞1730年威尼斯版，1741年克里斯托夫·维利巴尔德·格鲁克的米兰版，
1743年卡爾·海因里希·格勞恩的斯图加特版, 1760年约翰·克里斯蒂安·巴赫的图灵版，1774年约瑟夫·米斯利维切克的那不勒斯版。
1734年这部歌剧以综合歌剧的方式上演，其中包括了作曲家哈塞， 波尔波拉和里卡多·布罗斯基的作品。在此次公演中，著名阉伶法里内利(里卡多·布罗斯基的弟弟)在第三场第一幕演唱了他最广为人知的咏叹调“Son qual nave ch'agitata”。而在莱奥纳多·芬奇的版本中， 第三场第一幕的咏叹调为“L'onda dal mar divisa”。